# Савва (Чёрный)
Епископ Савва Чёрный (умер в феврале 1554) — епископ Русской православной церкви,
епископ Крутицкий, Сарский и Подонский в 1544—1554 годы.

## Биография
Савва был постриженником и учеником игумена Волоколамского монастыря Иосифа. В 1543 году возведен в сан архимандрита московского Симонова монастыря. 24 февраля 1544 года рукоположен в епископа Крутицкого.
В 1545 году написал «Житие и пребывание преподобного отца нашего игумена Иосифа града Волоколамского». 26 февраля 1547 года епископ Савва присутствовал на соборе об установлении празднования новым русским святым.
В 1550 году был во Владимире и благословлял войско идти против Казани.
23 февраля 1551 года присутствовал на Стоглавом соборе и в том же году — на соборе об исправлении церковных дел и о доходах новгородского Софийского собора.
8 января 1553 года был восприемником при крещении казанского царя Утемыш Гирея. 26 февраля того же года крестил другого казанского царя Едигера Магмета, названного Симеоном, а 5 октября венчал царя Симеона с Мариею Кутузовой.
24 января 1554 года присутствовал на соборе против Башкина.
Скончался в феврале 1554 году.